# Roger Ceccaldi
Pour les articles homonymes, voir Ceccaldi.
Roger Ceccaldi, né le 14 janvier 1913 à Chamberet et  mort le 20 juin 2007 à Toulon, est un officier français, compagnon de la Libération, grand officier de la Légion d'honneur. 
Rallié dès le 18 juin 1940 à la France libre, il s'illustre au combat de Koufra, comme commandant la section d'artillerie, en février 1941, qui lui vaut le surnom d'« artilleur de Koufra », puis à Bir Hakeim en juin 1942, où il est blessé à la jambe. Il participe ensuite à la campagne d'Italie, en mai-juin 1944, au sein de la 1re division française libre (1re DFL) du corps expéditionnaire français en Italie du général Juin, puis à la libération de la France et à la campagne d'Allemagne. Il combat ensuite en Indochine, où il est cité trois fois. Durant la guerre d'Algérie, colonel, il est adjoint au chef de corps à la 10e division parachutiste (10e DP). Lors du putsch des généraux du 21 avril 1961 à Alger, commandant par intérim la 10e DP, il décide de suivre les putschistes ce qui lui vaut d'être condamné à cinq ans de prison avec sursis par le Haut Tribunal militaire le 5 juillet 1961 et rayé des cadres de l'armée. Il travaille ensuite dans le secteur privé. Il est élevé à la dignité de grand officier de la Légion d'honneur  le 28 novembre 2002, en même temps que le commandant Hélie de Saint Marc.

## Distinctions[1]
- Grand officier de la Légion d'honneur par décret du 30 novembre 2002[3]
- Compagnon de la Libération par décret du 24 mars 1945
- Croix de guerre 1939–1945 (2 citations)
- Croix de guerre des Théâtres d'opérations extérieurs (3 citations)
- Croix de la Valeur militaire (2 citations)
- Médaille de la Résistance française par décret du 31 mars 1947[4]
- Médaille des évadés
- Croix du combattant volontaire de la guerre de 1939–1945
- Médaille coloniale avec agrafes "Koufra", "Fezzan", "Bir-Hakeim", "Libye"
- Chevalier de l'Étoile noire (Bénin)
- Commandeur de l'Ordre de l'Étoile d'Anjouan (Comores)

## Sources
1. 1 2 3 4 5 6  « Roger Ceccaldi », sur Musée de l'Ordre de la Libération (consulté le 2 juin 2022)
2. ↑  Le colonel Ceccaldi est condamné à cinq ans de prison avec sursis par le Haut Tribunal militaire, Le Monde, 5 juillet 1961.
3. 1 2  Roger Ceccaldi, grand officier de la Légion d'honneur, décret du 28 novembre 2002 publié au JORF du 30 novembre 2002
4. ↑  « - Mémoire des hommes », sur www.memoiredeshommes.sga.defense.gouv.fr (consulté le 2 juin 2022)